# Lurago d'Erba
Lurago d'Erba is een gemeente in de Italiaanse provincie Como (regio Lombardije) en telt 4911 inwoners (31-12-2004). De oppervlakte bedraagt 4,7 km², de bevolkingsdichtheid is 1197 inwoners per km².

## Demografie
Lurago d'Erba telt ongeveer 1936 huishoudens. Het aantal inwoners steeg in de periode 1991-2001 met 5,8% volgens cijfers uit de tienjaarlijkse volkstellingen van ISTAT.
| Jaar | Inwoneraantal |
| ---- | ------------- |
| 1991 | 4517          |
| 2001 | 4778          |

## Geografie
Lurago d'Erba grenst aan de volgende gemeenten: Alzate Brianza, Anzano del Parco, Inverigo, Lambrugo, Merone, Monguzzo.